# محمد الزروق رجب
محمد الزروق رجب (عربی: محمد الزروق رجب؛ زادهٔ ۷ مارس ۱۹۴۰) سیاستمدار اهل لیبی است. وی از سال ۱۹۸۴ تا ۱۹۸۶ نخست‌وزیر لیبی بوده‌است.